# Narodowy rezerwat przyrody Žofinka
Žofinka – narodowy rezerwat przyrody w kraju południowoczeskim w Czechach w Powiecie Jindřichův Hradec.
Rezerwat ten został ustanowiony rozporządzeniem czeskiego ministerstwa środowiska z dnia 4 czerwca 2013 roku. Zajmuje powierzchnię 128,95 ha i położony jest na wysokości od 463 do 478 m n.p.m.. Ochronie podlegają tu naturalne, bagienne i torfowiskowe lasy sosnowe, zbiorowiska torfowisk otwartych oraz populacje rzadkich i zagrożonych gatunków roślin: sosny błotnej i bagna zwyczajnego, wraz z ich siedliskami. Obszar ten położony jest 2 km na zachód od centrum Dvorów nad Lužnicą, na terenie gruntów tejże miejscowości oraz miejscowości Vyšné i Hranice. Leży w obrębie obszaru chronionego CHKO Třeboňsko.
Obecne tu torfowiska przejściowe znajdują się w ostatniej fazie naturalnego rozwoju i stanowią część większego, liczącego 462 ha złoża torfu. W środkowej części rezerwatu miąższość torfu sięga do 4 m. Złoże było eksploatowane w przeszłości. Występujące tu górskie torfowisko wysokie z sosną błotną (Pino rotundatae-Sphagnetum) budują, obok wymienionej sosny błotnej i bagna, także borówka czarna, borówka bagienna, borówka brusznica, wrzos zwyczajny, żurawina błotna oraz z rzadka modrzewnica zwyczajna. Ponadto na terenie rezerwatu spotkać można brzozę brodawkowatą, kruszynę pospolitą, narecznicę krótkoostną, sosnę zwyczajną, śmiałka podgiętego, świerka pospolitego i trzęślicę trzcinowatą.
Do występujących tu pająków należą m.in.: Alopecosa taeniata, Centromerus arcanus, Centromerus expertus, Dolomedes fimbriatus, Haplodrassus soerenseni, Harpata lrpida, Pirata uliginosus, Pirata hygrophilus, Trochosa spinipalpis, Walckenaeria cuspidata. Koleopterofaunę tego obszaru reprezentują m.in.: Agonum ericeti, Bembidion humerale, Staphylinus fulvipes, Acidota crenata, Bryocharis formosus, Quedius fuliginosus, Quedius molochinus, Lathrobium brunnipes. Kręgowców stwierdzono tu 42 gatunki, w tym jaszczurkę żyworodną, bociana czarnego, jastrzębia i dzięcioła czarnego.